# 新町バイパス
新町バイパス（しんまちバイパス）は、群馬県高崎市新町から、藤岡市中島の区間を結ぶ国道17号のバイパスである。

## 概要
- 起点 - 群馬県高崎市新町（神流川橋群馬県側）
- 終点 - 群馬県藤岡市中島（中島中鮒窪交差点）
- 全長 - 4.0km
- 開通 - 1965年（昭和40年）12月

## 交差する主な道路
- 埼玉県道・群馬県道131号児玉新町線
- 群馬県道40号藤岡大胡線 - （笛木町交差点）
- 群馬県道179号新町停車場線 - （新町駅前交差点）
- 群馬県道・埼玉県道13号前橋長瀞線 - （中島中鮒窪交差点）

## 歴史
旧国道17号線の新町付近（現埼玉県道・群馬県道131号児玉新町線、群馬県道178号中島新町線）は、幅員が7.5m程度で商店街が密集し、交通量の増加、特に大型車の通過に支障を来すようになっていた。また、烏川に架かる柳瀬橋の前後の中島漆の内交差点付近と岩鼻町交差点付近は直角に近い曲がり角であり、交通事故が多発していた。このため、新町市街地を避けるためにバイパスが計画され、1961年（昭和36年）から用地買収を開始し、1965年（昭和40年）に完成した。車道幅員は12～15m、歩道幅員2.5m、柳瀬橋南の中島中鮒窪交差点付近で線形改良により群馬県道13号前橋長瀞線に接続している。完成により新町市街地の渋滞は緩和されたが、岩鼻及び倉賀野付近の混雑は変わらなかったため、引き続き倉賀野バイパス建設が着手された。

## 通過市町村
- 群馬県
  - 高崎市、藤岡市

## 接続するバイパスの位置関係
（東京方面）本庄道路 - 新町バイパス  - 倉賀野バイパス（新潟方面）